# Liste der Nummer-eins-Hits in Japan (2025)
Diese Liste der japanischen Nummer-eins-Hits enthält die Daten von 2025. Alle Angaben basieren auf den offiziellen japanischen Charts von Oricon.

## Singles
| ← 2024 ← | Liste der Nummer-eins-Hits in Japan | Liste der Nummer-eins-Hits in Japan | Liste der Nummer-eins-Hits in Japan |                           |
| \| Zeitraum \| Wo. ges. \| Interpret \| Titel Autor(en) \| Zusätzliche Informationen \| \| (Zeitraum, Wochen auf Platz eins, Interpret, Titel, Autor[en], zusätzliche Informationen) \| \| \| \| \| \| ----------------------------------------------------------------------------------------- \| -------- \| ------------------------ \| --------------------------------------------------------------------------------------------------------------------------------------------------------- \| ------------------------- \| \| 30. Dezember 2024 – 5. Januar 2025 1 Woche \| 1 \| SKE48 \| Kokuhaku Shinpakusū 告白心拍数 Musik: Ryota Kato; Text: Yasushi Akimoto \| – \| \| 6. Januar 2025 – 12. Januar 2025 1 Woche \| 1 \| Kis-My-Ft2 \| Curtain Call Musik: Joacim Bo Persson, Johan Alkenas, Christofer Erixon, Ricardo Burgrust; Text: Yuta \| – \| \| 13. Januar 2025 – 19. Januar 2025 1 Woche \| 1 \| STU48 \| Chiheisen wo Miteiru ka? 地平線を見ているか? Musik: Yoshihide Tsuge; Text: Yasushi Akimoto \| – \| \| 20. Januar 2025 – 26. Januar 2025 1 Woche \| 1 \| Matsuri \| Aventure Nakameguro アヴァンチュール中目黒 Musik: Saisuke Shirai; Text: Yasushi Akimoto \| – \| \| 27. Januar 2025 – 2. Februar 2025 1 Woche \| 1 \| Hinatazaka46 日向坂46 \| Sotsugyō shashin dake ga shitteru 卒業写真だけが知ってる Musik: Hiroshi Satō, Mariko Yamauchi; Text: Yasushi Akimoto \| – \| \| 3. Februar 2025 – 9. Februar 2025 1 Woche \| 1 \| Be First \| Spacecraft / Sailing \| – \| \| 10. Februar 2025 – 16. Februar 2025 1 Woche \| 1 \| Takanori Iwata 岩田剛典 \| Phone Number \| – \| \| 17. Februar 2025 – 23. Februar 2025 1 Woche \| 1 \| Sakurazaka46 櫻坂46 \| Udagawa Generation Musik: Naoyuki Honzawa, Daisuke Nakamura, Satori Shiraishi, TomoLow, Tomoyuki Tajiri; Text: Yasushi Akimoto \| – \| \| 24. Februar 2025 – 2. März 2025 1 Woche \| 1 \| Naniwa Danshi なにわ男子 \| Doki It Kenichi Sakamuro, Kōta Sahara \| – \| \| 3. März 2025 – 9. März 2025 1 Woche \| 1 \| Travis Japan \| Say I Do / Tokyo Crazy Night Christofer Erixon, Ayumu Uchino, Josef Melin / Hayato Yamamoto, Jun Inoue, Yuuki Sano \| – \| \| 10. März 2025 – 16. März 2025 1 Woche \| 1 \| King & Prince \| Heart Shingo Kubota, Satoru Kurihara \| – \| \| 17. März 2025 – 23. März 2025 1 Woche \| 1 \| SixTones \| Barrier バリア \| – \| \| 24. März 2025 – 30. März 2025 1 Woche \| 1 \| Nogizaka46 乃木坂46 \| Navel Orange ネーブルオレンジ Musik: Daisuke Nakamura; Text: Yasushi Akimoto \| – \| \| 31. März 2025 – 6. April 2025 1 Woche \| 1 \| AKB48 \| Masaka no Confession まさかのConfession Musik: Masahiro Mizoguchi; Text: Yasushi Akimoto \| – \| \| 7. April 2025 – 13. April 2025 1 Woche \| 1 \| NMB48 \| Chū Strike チューストライク Musik: Tanaka Mush; Text: Yasushi Akimoto \| – \| \| 14. April 2025 – 20. April 2025 1 Woche \| 1 \| Me:I \| Muse \| – \| \| 21. April 2025 – 27. April 2025 1 Woche \| 1 \| &Team \| Go in Blind (Tsuki ōkami) Go in Blind (月狼) \| – \| \| 28. April 2025 – 4. Mai 2025 1 Woche \| 1 \| ≠Me \| Mobunoderella / Kamisama no iu tōri! モブノデレラ/神様の言うとーり! Rino Sashihara, Katsuhiko Sugiyama, Souta Sekiguchi / Rino Sashihara, Sota Saito \| – \| \| 5. Mai 2025 – 11. Mai 2025 1 Woche \| 1 \| West \| West Side Soul! / Big Love Song ウェッサイソウル! / Big Love Song Atsushi Matsumoto / Akira Kurihara, Shingo Kubota \| – \| \| 12. Mai 2025 – 18. Mai 2025 1 Woche \| 1 \| Fruits Zipper \| Kawaii tte Magic Kawaii って Magic Ryousuke Saitou, Nakata Yasutaka, Suzuki Manaka, Sho Yamamoto \| – \| \| 19. Mai 2025 – 25. Mai 2025 1 Woche \| 1 \| Hinatazaka46 日向坂46 \| Love Yourself! Musik: Susumu Kawaguchi, Shun Kusakawa, Kota Sawara; Text: Yasushi Akimoto \| – \| \| 26. Mai 2025 – 1. Juni 2025 1 Woche \| 1 \| Hey! Say! Jump \| Encore Yuuki Sano, Satoshi Hanamura \| – \| \| 2. Juni 2025 – 8. Juni 2025 1 Woche \| 1 \| SixTones \| Boyz Ryo Nakamura \| – \| \| 9. Juni 2025 – 15. Juni 2025 1 Woche \| 1 \| Kenshi Yonezu 米津玄師 \| Plazma / Bow and Arrow Kenshi Yonezu \| – \| \| 16. Juni 2025 – 22. Juni 2025 1 Woche \| 1 \| Ae! Group Aぇ! group \| Chameleon \| – \| \| 23. Juni 2025 – 29. Juni 2025 1 Woche \| 1 \| Sakurazaka46 櫻坂46 \| Make or Break Musik: Takuya Harada, Atsushi Shimada, Mine; Text: Yasushi Akimoto \| – \| \| 30. Juni 2025 – 6. Juli 2025 1 Woche \| 1 \| TWS \| Hajimemashite はじめまして Mun Yeo-reum, Choi Bo-ra, Jeon Jin, Cho Eun-sol, Park Ki-tae, Lee Hang-gyu, Lee Kyu-hoon, Kim Kwan-young, Park Heon-seo, Spoon \| – \| \| 7. Juli 2025 – 13. Juli 2025 1 Woche \| 1 \| Plave \| Kakurenbo かくれんぼ \| – \| |                                     |                                     | |                           |
| ← 2024 |                                     |                                     | |                           |
| Zeitraum | Wo. ges.                            | Interpret                           | Titel Autor(en) | Zusätzliche Informationen |
| (Zeitraum, Wochen auf Platz eins, Interpret, Titel, Autor[en], zusätzliche Informationen) |                                     |                                     | |                           |
| 30. Dezember 2024 – 5. Januar 2025 1 Woche | 1                                   | SKE48                               | Kokuhaku Shinpakusū 告白心拍数 Musik: Ryota Kato; Text: Yasushi Akimoto                                                                                   | –                         |
| 6. Januar 2025 – 12. Januar 2025 1 Woche | 1                                   | Kis-My-Ft2                          | Curtain Call Musik: Joacim Bo Persson, Johan Alkenas, Christofer Erixon, Ricardo Burgrust; Text: Yuta                                                     | –                         |
| 13. Januar 2025 – 19. Januar 2025 1 Woche | 1                                   | STU48                               | Chiheisen wo Miteiru ka? 地平線を見ているか? Musik: Yoshihide Tsuge; Text: Yasushi Akimoto                                                                | –                         |
| 20. Januar 2025 – 26. Januar 2025 1 Woche | 1                                   | Matsuri                             | Aventure Nakameguro アヴァンチュール中目黒 Musik: Saisuke Shirai; Text: Yasushi Akimoto                                                                   | –                         |
| 27. Januar 2025 – 2. Februar 2025 1 Woche | 1                                   | Hinatazaka46 日向坂46               | Sotsugyō shashin dake ga shitteru 卒業写真だけが知ってる Musik: Hiroshi Satō, Mariko Yamauchi; Text: Yasushi Akimoto                                      | –                         |
| 3. Februar 2025 – 9. Februar 2025 1 Woche | 1                                   | Be First                            | Spacecraft / Sailing | –                         |
| 10. Februar 2025 – 16. Februar 2025 1 Woche | 1                                   | Takanori Iwata 岩田剛典             | Phone Number | –                         |
| 17. Februar 2025 – 23. Februar 2025 1 Woche | 1                                   | Sakurazaka46 櫻坂46                 | Udagawa Generation Musik: Naoyuki Honzawa, Daisuke Nakamura, Satori Shiraishi, TomoLow, Tomoyuki Tajiri; Text: Yasushi Akimoto                            | –                         |
| 24. Februar 2025 – 2. März 2025 1 Woche | 1                                   | Naniwa Danshi なにわ男子            | Doki It Kenichi Sakamuro, Kōta Sahara | –                         |
| 3. März 2025 – 9. März 2025 1 Woche | 1                                   | Travis Japan                        | Say I Do / Tokyo Crazy Night Christofer Erixon, Ayumu Uchino, Josef Melin / Hayato Yamamoto, Jun Inoue, Yuuki Sano                                        | –                         |
| 10. März 2025 – 16. März 2025 1 Woche | 1                                   | King & Prince                       | Heart Shingo Kubota, Satoru Kurihara | –                         |
| 17. März 2025 – 23. März 2025 1 Woche | 1                                   | SixTones                            | Barrier バリア | –                         |
| 24. März 2025 – 30. März 2025 1 Woche | 1                                   | Nogizaka46 乃木坂46                 | Navel Orange ネーブルオレンジ Musik: Daisuke Nakamura; Text: Yasushi Akimoto                                                                              | –                         |
| 31. März 2025 – 6. April 2025 1 Woche | 1                                   | AKB48                               | Masaka no Confession まさかのConfession Musik: Masahiro Mizoguchi; Text: Yasushi Akimoto                                                                  | –                         |
| 7. April 2025 – 13. April 2025 1 Woche | 1                                   | NMB48                               | Chū Strike チューストライク Musik: Tanaka Mush; Text: Yasushi Akimoto                                                                                     | –                         |
| 14. April 2025 – 20. April 2025 1 Woche | 1                                   | Me:I                                | Muse | –                         |
| 21. April 2025 – 27. April 2025 1 Woche | 1                                   | &Team                               | Go in Blind (Tsuki ōkami) Go in Blind (月狼) | –                         |
| 28. April 2025 – 4. Mai 2025 1 Woche | 1                                   | ≠Me                                 | Mobunoderella / Kamisama no iu tōri! モブノデレラ/神様の言うとーり! Rino Sashihara, Katsuhiko Sugiyama, Souta Sekiguchi / Rino Sashihara, Sota Saito      | –                         |
| 5. Mai 2025 – 11. Mai 2025 1 Woche | 1                                   | West                                | West Side Soul! / Big Love Song ウェッサイソウル! / Big Love Song Atsushi Matsumoto / Akira Kurihara, Shingo Kubota                                       | –                         |
| 12. Mai 2025 – 18. Mai 2025 1 Woche | 1                                   | Fruits Zipper                       | Kawaii tte Magic Kawaii って Magic Ryousuke Saitou, Nakata Yasutaka, Suzuki Manaka, Sho Yamamoto                                                          | –                         |
| 19. Mai 2025 – 25. Mai 2025 1 Woche | 1                                   | Hinatazaka46 日向坂46               | Love Yourself! Musik: Susumu Kawaguchi, Shun Kusakawa, Kota Sawara; Text: Yasushi Akimoto                                                                 | –                         |
| 26. Mai 2025 – 1. Juni 2025 1 Woche | 1                                   | Hey! Say! Jump                      | Encore Yuuki Sano, Satoshi Hanamura | –                         |
| 2. Juni 2025 – 8. Juni 2025 1 Woche | 1                                   | SixTones                            | Boyz Ryo Nakamura | –                         |
| 9. Juni 2025 – 15. Juni 2025 1 Woche | 1                                   | Kenshi Yonezu 米津玄師              | Plazma / Bow and Arrow Kenshi Yonezu | –                         |
| 16. Juni 2025 – 22. Juni 2025 1 Woche | 1                                   | Ae! Group Aぇ! group                | Chameleon | –                         |
| 23. Juni 2025 – 29. Juni 2025 1 Woche | 1                                   | Sakurazaka46 櫻坂46                 | Make or Break Musik: Takuya Harada, Atsushi Shimada, Mine; Text: Yasushi Akimoto                                                                          | –                         |
| 30. Juni 2025 – 6. Juli 2025 1 Woche | 1                                   | TWS                                 | Hajimemashite はじめまして Mun Yeo-reum, Choi Bo-ra, Jeon Jin, Cho Eun-sol, Park Ki-tae, Lee Hang-gyu, Lee Kyu-hoon, Kim Kwan-young, Park Heon-seo, Spoon | –                         |
| 7. Juli 2025 – 13. Juli 2025 1 Woche | 1                                   | Plave                               | Kakurenbo かくれんぼ | –                         |

## Alben
| ← 2024 ← | Liste der Nummer-eins-Hits in Japan | Liste der Nummer-eins-Hits in Japan     | Liste der Nummer-eins-Hits in Japan               |                           |
| \| Zeitraum \| Wo. ges. \| Interpret \| Titel \| Zusätzliche Informationen \| \| (Zeitraum, Wochen auf Platz eins, Interpret, Titel, zusätzliche Informationen) \| \| \| \| \| \| ------------------------------------------------------------------------------ \| -------- \| --------------------------------------- \| ------------------------------------------------- \| ------------------------- \| \| 30. Dezember 2024 – 5. Januar 2025 1 Woche \| 1 \| Stray Kids \| Hop (Skzhop Hiptape) \| – \| \| 6. Januar 2025 – 12. Januar 2025 1 Woche \| 1 \| Strawberry Prince すとぷり \| Strawberry Prince Forever \| – \| \| 13. Januar 2025 – 19. Januar 2025 1 Woche \| 1 \| SixTones \| Gold \| – \| \| 20. Januar 2025 – 26. Januar 2025 1 Woche \| 1 \| Snow Man \| The Best 2020–2025 \| – \| \| 27. Januar 2025 – 2. Februar 2025 1 Woche \| 1 \| Zerobaseone \| Prezent \| – \| \| 3. Februar 2025 – 9. Februar 2025 1 Woche \| 1 \| NiziU \| Awake \| – \| \| 10. Februar 2025 – 16. Februar 2025 1 Woche \| 1 \| Takahisa Masuda 増田貴久 \| Kidoairaku 喜怒哀楽 \| – \| \| 17. Februar 2025 – 23. Februar 2025 1 Woche \| 1 \| Ae! Group Aぇ! group \| D.N.A \| – \| \| 24. Februar 2025 – 2. März 2025 1 Woche \| 1 \| Zerobaseone \| Blue Paradise \| – \| \| 3. März 2025 – 9. März 2025 1 Woche \| 1 \| M!lk \| M!x \| – \| \| 10. März 2025 – 16. März 2025 1 Woche \| 1 \| West \| A. H. O. – Audio Hang Out \| – \| \| 17. März 2025 – 23. März 2025 1 Woche \| 1 \| Southern All Stars サザンオールスターズ \| Thank You So Much \| – \| \| 24. März 2025 – 30. März 2025 1 Woche \| 1 \| Rof-Mao \| Momentum \| – \| \| 31. März 2025 – 6. April 2025 1 Woche \| 1 \| JO1 \| Be Classic \| – \| \| 7. April 2025 – 13. April 2025 1 Woche \| 1 \| Ado \| Ado’s Best Adobum Adoのベストアドバム \| – \| \| 14. April 2025 – 20. April 2025 1 Woche \| 1 \| Ryosuke Yamada \| Red \| – \| \| 21. April 2025 – 27. April 2025 1 Woche \| 1 \| Taiga Kyomoto 京本大我 \| Prot. 30 \| – \| \| 28. April 2025 – 4. Mai 2025 1 Woche \| 1 \| Sakurazaka46 櫻坂46 \| Addiction \| – \| \| 5. Mai 2025 – 11. Mai 2025 1 Woche \| 1 \| Bullet Train 超特急 \| Why Don’t You Bullet Train? Why Don’t You 超特急? \| – \| \| 12. Mai 2025 – 18. Mai 2025 1 Woche \| 1 \| Boynextdoor \| No Genre \| – \| \| 19. Mai 2025 – 25. Mai 2025 1 Woche \| 1 \| Kis-My-Ft2 \| Magfact \| – \| \| 26. Mai 2025 – 1. Juni 2025 1 Woche \| 1 \| Seventeen \| Happy Burstday \| – \| \| 2. Juni 2025 – 8. Juni 2025 1 Woche \| 1 \| Enhypen \| Desire: Unleash \| – \| \| 9. Juni 2025 – 15. Juni 2025 1 Woche \| 1 \| Timelesz \| Fam \| – \| \| 16. Juni 2025 – 22. Juni 2025 1 Woche \| 1 \| Stray Kids \| Hollow \| – \| \| 23. Juni 2025 – 29. Juni 2025 1 Woche \| 1 \| INI \| The Origin \| – \| \| 30. Juni 2025 – 6. Juli 2025 1 Woche \| 1 \| Naniwa Danshi なにわ男子 \| Bon Bon Voyage \| – \| \| 7. Juli 2025 – 13. Juli 2025 1 Woche \| 1 \| Mrs. Green Apple \| 10 \| – \| |                                     |                                         |                                                   |                           |
| ← 2024 |                                     |                                         |                                                   |                           |
| Zeitraum | Wo. ges.                            | Interpret                               | Titel                                             | Zusätzliche Informationen |
| (Zeitraum, Wochen auf Platz eins, Interpret, Titel, zusätzliche Informationen) |                                     |                                         |                                                   |                           |
| 30. Dezember 2024 – 5. Januar 2025 1 Woche | 1                                   | Stray Kids                              | Hop (Skzhop Hiptape)                              | –                         |
| 6. Januar 2025 – 12. Januar 2025 1 Woche | 1                                   | Strawberry Prince すとぷり              | Strawberry Prince Forever                         | –                         |
| 13. Januar 2025 – 19. Januar 2025 1 Woche | 1                                   | SixTones                                | Gold                                              | –                         |
| 20. Januar 2025 – 26. Januar 2025 1 Woche | 1                                   | Snow Man                                | The Best 2020–2025                                | –                         |
| 27. Januar 2025 – 2. Februar 2025 1 Woche | 1                                   | Zerobaseone                             | Prezent                                           | –                         |
| 3. Februar 2025 – 9. Februar 2025 1 Woche | 1                                   | NiziU                                   | Awake                                             | –                         |
| 10. Februar 2025 – 16. Februar 2025 1 Woche | 1                                   | Takahisa Masuda 増田貴久                | Kidoairaku 喜怒哀楽                               | –                         |
| 17. Februar 2025 – 23. Februar 2025 1 Woche | 1                                   | Ae! Group Aぇ! group                    | D.N.A                                             | –                         |
| 24. Februar 2025 – 2. März 2025 1 Woche | 1                                   | Zerobaseone                             | Blue Paradise                                     | –                         |
| 3. März 2025 – 9. März 2025 1 Woche | 1                                   | M!lk                                    | M!x                                               | –                         |
| 10. März 2025 – 16. März 2025 1 Woche | 1                                   | West                                    | A. H. O. – Audio Hang Out                         | –                         |
| 17. März 2025 – 23. März 2025 1 Woche | 1                                   | Southern All Stars サザンオールスターズ | Thank You So Much                                 | –                         |
| 24. März 2025 – 30. März 2025 1 Woche | 1                                   | Rof-Mao                                 | Momentum                                          | –                         |
| 31. März 2025 – 6. April 2025 1 Woche | 1                                   | JO1                                     | Be Classic                                        | –                         |
| 7. April 2025 – 13. April 2025 1 Woche | 1                                   | Ado                                     | Ado’s Best Adobum Adoのベストアドバム             | –                         |
| 14. April 2025 – 20. April 2025 1 Woche | 1                                   | Ryosuke Yamada                          | Red                                               | –                         |
| 21. April 2025 – 27. April 2025 1 Woche | 1                                   | Taiga Kyomoto 京本大我                  | Prot. 30                                          | –                         |
| 28. April 2025 – 4. Mai 2025 1 Woche | 1                                   | Sakurazaka46 櫻坂46                     | Addiction                                         | –                         |
| 5. Mai 2025 – 11. Mai 2025 1 Woche | 1                                   | Bullet Train 超特急                     | Why Don’t You Bullet Train? Why Don’t You 超特急? | –                         |
| 12. Mai 2025 – 18. Mai 2025 1 Woche | 1                                   | Boynextdoor                             | No Genre                                          | –                         |
| 19. Mai 2025 – 25. Mai 2025 1 Woche | 1                                   | Kis-My-Ft2                              | Magfact                                           | –                         |
| 26. Mai 2025 – 1. Juni 2025 1 Woche | 1                                   | Seventeen                               | Happy Burstday                                    | –                         |
| 2. Juni 2025 – 8. Juni 2025 1 Woche | 1                                   | Enhypen                                 | Desire: Unleash                                   | –                         |
| 9. Juni 2025 – 15. Juni 2025 1 Woche | 1                                   | Timelesz                                | Fam                                               | –                         |
| 16. Juni 2025 – 22. Juni 2025 1 Woche | 1                                   | Stray Kids                              | Hollow                                            | –                         |
| 23. Juni 2025 – 29. Juni 2025 1 Woche | 1                                   | INI                                     | The Origin                                        | –                         |
| 30. Juni 2025 – 6. Juli 2025 1 Woche | 1                                   | Naniwa Danshi なにわ男子                | Bon Bon Voyage                                    | –                         |
| 7. Juli 2025 – 13. Juli 2025 1 Woche | 1                                   | Mrs. Green Apple                        | 10                                                | –                         |